# THE DAY OF R&B
『THE DAY OF R&B』（ザ・デイ・オブ・リズム・アンド・ブルース）は、1982年に発表されたRCサクセションのライブ・アルバム。

## 解説
サム・ムーア、チャック・ベリーとの共演盤

## 収録曲
A面
1. HOLD ON I'M COMIN' (SAM MOORE)
2. I THANK YOU (SAM MOORE)
3. SOUL MAN (SAM MOORE)

B面
1. 君が僕を知ってる (RCサクセション)
2. スローバラード (RCサクセション)
3. Sweet Soul Music (RCサクセション)
4. BIO (CHUCK BERRY)
5. JOHNNY B.GOODE (CHUCK BERRY)